# Schedocercops
Schedocercops is een geslacht van vlinders uit de familie mineermotten (Gracillariidae).
Het geslacht omvat één soort:
- Schedocercops maeruae Vári, 1961